# Korsakov (grad)
Korsakov (rus. Корсаков) je grad u Sahalinskoj oblasti u Rusiji. Nalazi se na 46° 38' sjeverne zemljopisne širine i 142° 46' istočne zemljopisne dužine, na obali Anivskog zaljeva, 42 km od Južno-Sahalinska.
Broj stanovnika: 35.944 (procjena od 1. siječnja 2005.)
Osnovan je 1853. godine, a gradom postaje 1946. godine. Od 1905. do 1946. godine nosio je ime Otomari (ruski Отомари odnosno Оодомари).
Vremenska zona: Moskovsko vrijeme+7

## Vanjske poveznice
Gradske stranice  Arhivirana inačica izvorne stranice od 20. siječnja 2021. (Wayback Machine)